# 八木快
八木 快（やぎ よしき、1990年5月26日 - ）は、愛媛県出身の野球選手（外野手）、プロ野球コーチ。右投右打。現在は横浜DeNAベイスターズで二軍投手コーチ兼投手コーチを務める。

## 経歴

### プロ野球界入り前
高校時代は今治西高等学校で野球をしており、甲子園にも出場していた。また、1学年上に熊代聖人がいた。卒業後は岩手大学に進学し、野球を続ける。高校・大学時代は主に外野手としてプレーした。
その後は筑波大学大学院に進み、バイオメカニクスや動作解析を学んだ。同大学在籍中に、横浜DeNAベイスターズからバイオメカニクス部門の土台を形成して欲しいという旨のオファーを受け、入団した。

### 入団後
2019年秋からチーム戦略R&Dグループに所属。バイオメカニクスのアナリストとして、ラプソード、ブラストモーション、Kベストといったさまざまな最新機器を使用してデータを収集し、選手育成の手助けを行っている。
なお、就任1年目は投手、打者両方のアナリストとしてデータ提供を行っていたが、2年目からは投手専門となった。
2023年シーズンより、ファーム投手育成コーディネーター兼育成投手コーチに就任することが発表された。背番号は86。

### コーチ就任後
担う役割は、投球動作から課題を見つけ、課題克服のためのデータ活用を行い、アドバイスすることが主である。本人曰く「投手の経験やプロの経験がなくても教えられる領域」である。
2024年からはファーム育成投手コーチに専任することとなった。同年オフの2024アジアウインターベースボールリーグに、投手コーチとして同行した。
2025年からは二軍投手コーチ兼投手コーチに配置転換された。

## 人物
前述の通り、プロ野球球団に選手として所属したことはなく、また投手としての経験も乏しいながらも投手コーチを務める、異色の経歴を持つコーチである。
筑波大学時代の教授は、八木について「DeNA球団のデータ化を推進した第一人者」と評している。
本人曰く、自身の立場はアナリストとコーチの中間的立ち位置であり、それぞれの立場から意見を言えることが強みであるとしている。

## 詳細情報

### 背番号
- 86（2023年[6] - ）